# Waldemar Pedrazzi
Waldemar Pedrazzi (nascido em 7 de abril de 1955) é um ex-ciclista uruguaio.
Pedrazzi representou o Uruguai em duas provas nos Jogos Olímpicos de 1976. Ele também ganhou a Rutas de América em 1977.